# John Schuurhuizen
John Schuurhuizen (Rotterdam, 9 oktober 1966) is een voormalig Nederlands profvoetballer, die uitkwam voor Sparta Rotterdam en Excelsior Rotterdam. Later werd hij trainer in het amateurvoetbal.

## Clubcarrière
John Schuurhuizen begon als speler in de jeugd van Sparta Rotterdam, waar hij onder andere samenspeelde met Juul Ellerman en Henk Fraser. Hij speelde als rechtsback. Hij maakte zijn debuut op 23 maart 1985 in een wedstrijd tegen Go Ahead Eagles, maar het zou duren tot het seizoen 1987/88 voor hij een basisplaats veroverde. Een jaar later was hij langere tijd uit de roulatie nadat hij in november 1988 zijn achillespees scheurde na een botsing met Frank Verbeek in een wedstrijd tegen MVV Maastricht.
In 1993 maakte Sparta bekend het contract van Schuurhuizen niet te verlengen. Hierop maakte hij de overstap naar stadgenoot Excelsior. In zijn eerste half jaar was hij langdurig uit de roulatie met een meniscusblessure, maar hierna veroverde hij al snel een basisplaats. Schuurhuizen speelde nog vier seizoenen in de eerste divisie voor Excelsior, waar hij aanvoerder werd. In 1997 werd zijn contract niet verlengd.

## Nederlands voetbalelftal
Schuurhuizen kwam in 1984 en 1985 uit voor Nederland -18 en Nederland -19.

## Carrière als trainer
In 2006 werd hij trainer van de amateurtak van Sparta Rotterdam. 
Tussen 2010  en 2012 was hij trainer van RKSV Leonidas.

## Statistieken
| Seizoen | Club             | Land               | Competitie     | Wedstrijden | Doelpunten |
| ------- | ---------------- | ------------------ | -------------- | ----------- | ---------- |
| 1984/85 | Sparta Rotterdam | Vlag van Nederland | Eredivisie     | 1           | 0          |
| 1985/86 | Sparta Rotterdam | Vlag van Nederland | Eredivisie     | 0           | 0          |
| 1986/87 | Sparta Rotterdam | Vlag van Nederland | Eredivisie     | 2           | 0          |
| 1987/88 | Sparta Rotterdam | Vlag van Nederland | Eredivisie     | 26          | 0          |
| 1988/89 | Sparta Rotterdam | Vlag van Nederland | Eredivisie     | 13          | 0          |
| 1989/90 | Sparta Rotterdam | Vlag van Nederland | Eredivisie     | 21          | 0          |
| 1990/91 | Sparta Rotterdam | Vlag van Nederland | Eredivisie     | 21          | 0          |
| 1991/92 | Sparta Rotterdam | Vlag van Nederland | Eredivisie     | 11          | 0          |
| 1993/93 | Sparta Rotterdam | Vlag van Nederland | Eredivisie     | 14          | 0          |
| 1993/94 | Excelsior        | Vlag van Nederland | Eerste divisie | 18          | 0          |
| 1994/95 | Excelsior        | Vlag van Nederland | Eerste divisie | 32          | 0          |
| 1995/96 | Excelsior        | Vlag van Nederland | Eerste divisie | 26          | 0          |
| 1996/97 | Excelsior        | Vlag van Nederland | Eerste divisie | 28          | 0          |